# جوایز بین‌المللی راک
جوایز بین‌المللی راک یک مراسم اهدای موسیقی در ایالات متحده بود که به منظور بزرگداشت موسیقی دانان برتر در سبک موسیقی راک بود. این جوایز از سال ۱۹۸۹ تا ۱۹۹۱ به مدت سه سال از شرکت پخش رسانه‌ای آمریکا (ای‌بی‌سی) پخش شد. نمایش جایزه تعبیر شده‌است که تلاشی برای ایجاد جایزه گرمی بوده‌است اما نتوانسته بینندگان کافی را برای موفقیت در این زمینه جذب کند. انستیتو فیلم بریتانیا اولین مراسم اهدای جوایز را در سال ۱۹۸۹ با عنوان جوایز بین‌المللی راک کوکاکولا فهرست می‌کند، که نشان می‌دهد این رویداد توسط شرکت کوکاکولا حمایت مالی شده‌است. در این جوایز تعدادی از مشاهیر موسیقی راک و صنعت فیلم از جمله اریک کلپتون، کیت ریچاردز، گریس جونز، رابرت پالمر، آزی آزبورن، آلیس کوپر و لو رید حضور داشتند. در این برنامه همچنین برنامه‌های سرگرمی برگزار شد و افراد مشهور تعدادی از سخنرانی‌هایی را ارائه دادند.